# Francesco Oliboni

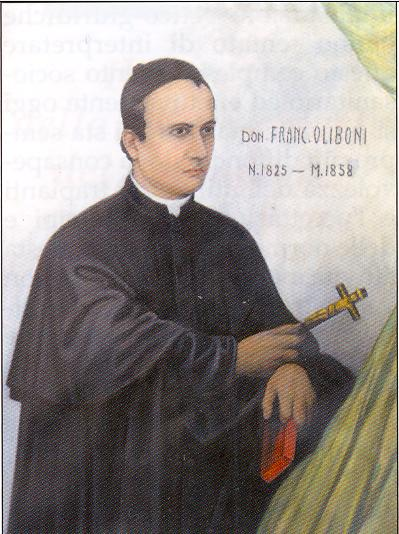
Don Francesco Oliboni

Francesco Oliboni (Verona, 29 marzo 1825 – Santa Croce sull'Alto Nilo Bianco, 26 marzo 1858) è stato un presbitero e missionario italiano.

## Biografia
Nacque a Verona in località "Parona". Nel 1828 la famiglia, assai povera, si trasferì a San Pietro in Cariano.
Entrato come alunno dell'Istituto don Nicola Mazza, vi fu ordinato sacerdote nel 1848.
Iniziò allora la sua attività di docente di lettere e filosofia nel Liceo di Stato di Verona, di cui divenne anche vice preside. Fu Rettore dei giovani nell'Istituto mazziano.
Nel 1857, dopo un decennio d'austera preparazione, partecipò alla spedizione in Africa Centrale con altri sacerdoti mazziani: Giovanni Beltrame, Angelo Melotto, Alessandro Dal Bosco e il giovane Daniele Comboni, futuro vescovo e santo.
Il 14 febbraio del '58 giunse alla stazione missionaria di Santa Croce nell'Alto Nilo Bianco ma dopo poche settimane vi venne colpito da forti febbri malariche. Vicino a morire lasciò ai compagni il proprio "testamento spirituale". Morì il 26 marzo 1858 nella stazione missionaria di Santa Croce sull'Alto Nilo Bianco per le conseguenze della malaria.